# Печатники (станція метро, Люблінсько-Дмитровська лінія)
55°41′33″ пн. ш. 37°43′40″ сх. д. / 55.69250° пн. ш. 37.72778° сх. д.
«Печа́тники» (рос. Печатники) — станція Люблінсько-Дмитровської лінії Московського метрополітену між станціями «Кожуховська» та «Волзька». 

## Історія
Станція відкрита 28 грудня 1995 року в складі дільниці «Чкаловська» — «Волзька». Назву отримала за однойменним районом.
11 жовтня 2023 року, о 10:30, відбулася надзвичайна подія на станції «Печатники». Стався накат старого поїзда «Яуза» (вагони 81-720/721), який прямував із депо без пасажирів, на поїзд, що вже стояв на станції. Внаслідок зіткнення деформовано два вагони. Один із машиністів поїзда «Яуза» виявився затиснутий у кабіні, отримавши травми середнього ступеня важкості, а також стало відомо пізніше про 4 пасажирів, які потребували медичної допомоги. На дільниці «Любліно» — «Дубровка» через аварію тимчасово припинявся рух поїздів.

## Технічна характеристика
Конструкція станції — колонна, трипрогінна, мілкого закладення (глибина закладення — 5 м, сама неглибока підземна станція Московського метрополітену).

## Оздоблення
Колони оздоблені рожевим мармуром, колійні стіни — сірим і чорним мармуром, підлога викладена різнобарвним (чорним, червоним і сірим) гранітом, утворюючим орнамент правильної форми. Освітлення на станції проводиться світильниками оригінальної конструкції, вмонтованими в підвісну стелю хвилястої форми, виконаний з анодованого алюмінію. У вестибулі — велике панно, виготовлене в техніці розпису по металу на тему «Праця і відпочинок москвичів» (автор В. А. Бубнов). Зовні вестибюль оздоблено у білих і червоних кольорах.

## Вестибюлі та пересадки
Станція має вихід у місто на вулиці Гур'янова, Полбіна і Шосейна, який здійснюється через східний вестибюль по сходах. Західний вестибюль закритий, проте в разі відкриття, через свої малі розміри, може використовуватися лише на вихід пасажирів.

### Пересадки
- Станцію МЦД  Любліно
- Печатники
- Автобуси: 30, 161, 292, 438, 646, 703, 736, с790

## Колійний розвиток

Схема колійного розвитку станції «Печатники»

Станція з колійним розвитком — 2 стрілочних переводи і двоколійна ССГ з електродепо ТЧ-15 «Печатники».